# Barbora Hermannová
Barbora Hermannová (Ostrava, 7 de noviembre de 1990) es una deportista checa que compite en voleibol, en la modalidad de playa.
Ganó dos medallas en el Campeonato Europeo de Vóley Playa, plata en 2016 y bronce en 2018.

## Palmarés internacional
| Campeonato Europeo | Campeonato Europeo     | Campeonato Europeo | Campeonato Europeo |
| Año                | Lugar                  | Medalla            | Pareja             |
| ------------------ | ---------------------- | ------------------ | ------------------ |
| 2016               | Biel/Bienne (Suiza)    | Medalla de plata   | Markéta Sluková    |
| 2018               | La Haya (Países Bajos) | Medalla de bronce  | Markéta Sluková    |